# Lupi (famiglia)
La famiglia Lupi è una nobile famiglia bergamasca proveniente dalla val Brembana, che ebbe molti personaggi in arme al servizio della Repubblica di Venezia.

## Origini
Se il primo personaggio che dalla Val Brembana si spostò a Bergamo fu Alberto Benzoni Lupi, è però molto probabile che il primigenio fosse oriundo di Bergamo dai Lupo de Lupis documentati nel 1184 nella città orobica. Viene infatti documentato il barone Lupo de' Lupis maresciallo del re Giovanni di Boemia.
Personaggi di questa famiglia si trasferirono poi in Val Brembana, forse intorno al XIV secolo, dove si unirono all'importante e antica famiglia Benzoni. Fu Alberto Benzoni Lupi a tornare a Bergamo diventando il capostipite del ramo dei Lupi di Bergamo.
La famiglia risulta che fosse proprietaria di molti immobili sia in Bergamo che in alcune località della bergamasca. In particolare castello di Cenate Sotto che gli fu dato in dono dalla Serenissima quale premio, e palazzo Lupi in via Pignolo, il castello di Chiuduno anche questo espropriato ai Suardi.

## Personaggi
Molti sono i personaggi che ebbero un ruolo di rilievo in particolare sotto l'aspetto militare e che si divise in più rami:
uno ramo della famiglia si stanziò nella vicinia di Antescolis e Corsarola, poi via Bartolomeo Colleoni, uno si stanziò a Chiuduno, uno in via Pignolo costruendo palazzo Lupi, e uno successivo formò il ramo di Borgo San Tomaso. Tra i personaggi serve ricordare fra Ignazio Lupi di cui non si conoscono i natali e Vittorio Lupi dottore.

### Ramo originario

#### Alberto Benzoni Lupi
Alberto era originario di una piccola frazione di San Giovanni Bianco. Probabilmente fu lui il primo a spostarsi a Bergamo. Il figlio Gherardo Benzoni Lupi risulta essere ancora in vita nel 1452.

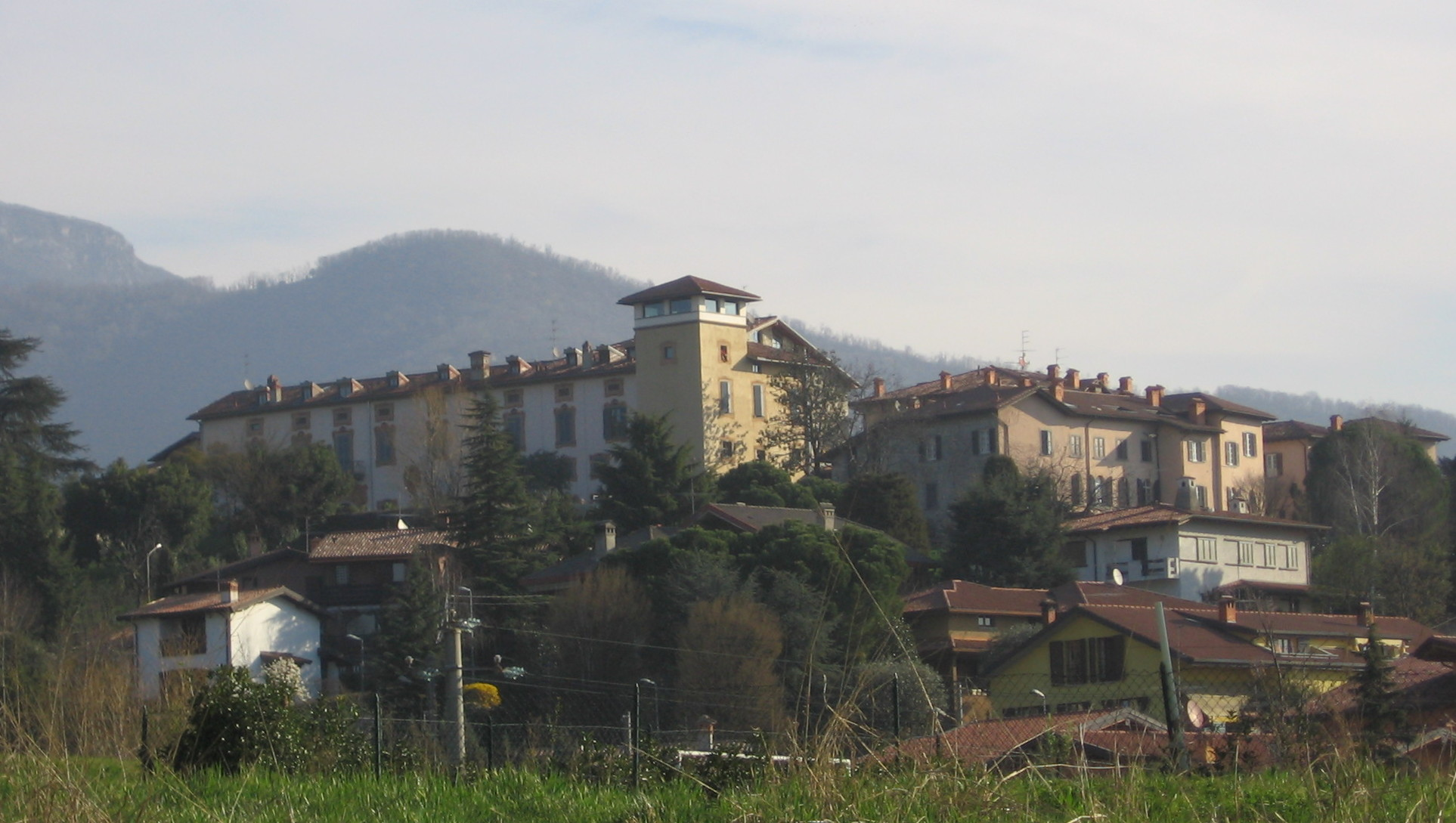
Castello Lupi di Cenate Sotto

#### Detesalvo Lupi  (1390–1461)
Detesalvo è sicuramente il personaggio di maggior rilievo della famiglia. Figlio di Gherardo Benzoni Lupi, è stato un militare che ha seguito tutta la vita il condottiero bergamasco Bartolomeo Colleoni, diventando comandante generale della fanteria della Repubblica di Venezia che lo nominò cavaliere aurato. Fu proprio grazie alle sue qualità militari che ottenne dalla Serenissima non solo titoli nobiliari ma anche molte proprietà che erano state sottratte dalla famiglia ghibellina dei Suardi che era a favore dei Visconti contro i veneziani.

#### Pietro Lupi (1459–1496)
Pietro o Pedrino era figlio di Detesalvo e Bona di Guglielmo Rota. Come il padre e il fratello si mise a servizio di Venezia venendo sospettato di tradimento con Ducale del 9 febbraio 1485, perché non riuscì a difendere il territorio di Brembate e l'alta Val Seriana che aveva lasciato in mano ai Visconti. Fu però riconosciuta la sua fedeltà dal doge Agostino Barbarigo con un Ducale che fu trasmesso al podestà Bernardino Bembo con il riconoscimento di 30 paghe, anche se in un sonetto scritto dal poeta Antonio Fugaccia per il matrimonio Brembati Lupi fu indicato come al servizio dei milanesi. Sposò Maddalena dell'importante famiglia Rivola, ricevendone la dote nella sala grande della sua abitazione nella vicinia Antescolis dai cognati di 82 ducati doro rilasciandone quietanza il 2 marzo 1495.

#### Alessandro Lupi (prima del 1477–1542/1547)
Figlio di Filippo e Ursina Calepio e nipote di Detesalvo li seguì nella carriera militare. Si conserva il suo testamento redatto il 16 giugno 1495 dove dichiara di essere cittadino di Bergamo al servizio della Serenissima. Nel lascito testamentario risultano indicati i suoi fratelli Giovanni Antonio, Francesco, Troilo, Gerolamo, Girardo, Giovanni Maria lasciando l'usufrutto della madre Ursina che aveva sposato in seconde nozze Manfredino Agosti. Alla sorella Cecilia lasciò una dote e alla Fabbrica di San Vincenzo di Bergamo poi Duomo di Bergamo 25 ducati per la costruzione di una propria cappella. Alessandro stava infatti per partire per la battaglia di Fornovo del 6 luglio 1495 contro Carlo VIII di Francia. Suo è il lavoro di ampliamento del castello Lupi. Nel testamento redatto nel 1542 chiese di essere sepolto nella chiesa di Santa Grata in Columnellis, lasciando quale erede universale la figlia Grata.

### Ramo di Antescolis e Corsarola
Tra i numerosi personaggi di questo vi furono:

#### Cesare Lupi (1575–1615)
Era figlio dell'omonimo Cesare che era morto il 20 febbraio prima della sua nascita e di Alessandra Guarnieri. Fu battezzato nella chiesa di San Salvatore avendo come padrino il canonico Maffeo Guarnieri. Dopo esser stati nominato cavaliere gerosolimitano nel 1599 l'anno successivo ricevette le insegne militari. Finì in una imboscata mentre si spostava a Cenate Sotto venendo ferito, probabilmente per mano di sicari della famiglia Brembati di Bergamo. Il Brembati negò l'accusa e dopo anni la questione fu chiarita al cospetto del capitano di Bergamo Marco Dandolo. Ceare morì a Napoli dopo aver lasciato depositato testamento che fu letto a Bergamo, dove lasciava erede il fratello Pompeo e suo figlio Mario.
Nacque l’8 luglio 1575 nel territorio della parrocchia di San Salvatore in Bergamo da Cesare, morto il 20 febbraio, e da Alessandra Guarneri, padrino di battesimo fu il Canonico Maffeo Guarneri. Nel dicembre 1599 divenne Cavaliere.

#### Lucrezia (Donna Maria Vittoria) Lupi (1697–1788)
Lucrezia era figlia di Mario e Maria Franchetti, alla giovane età di quindici anni fu accolta con i due terzi dei voti, nel convento benedettino in via Arena come monaca da coro ordinaria portando una dote di mille scudi. Il 17 settembre 1713, dopo aver compiuto l'anno di noviziato prese i voti monacali. Molte volte fu proposta per la carica di badessa che gli venne conferita il 19 marzo 1763. Morì all'età di 91 anni trascorrendo tutta la vita nel monastero di Santa Grata.

#### Mario Lupo o Lupi (1720–1789)

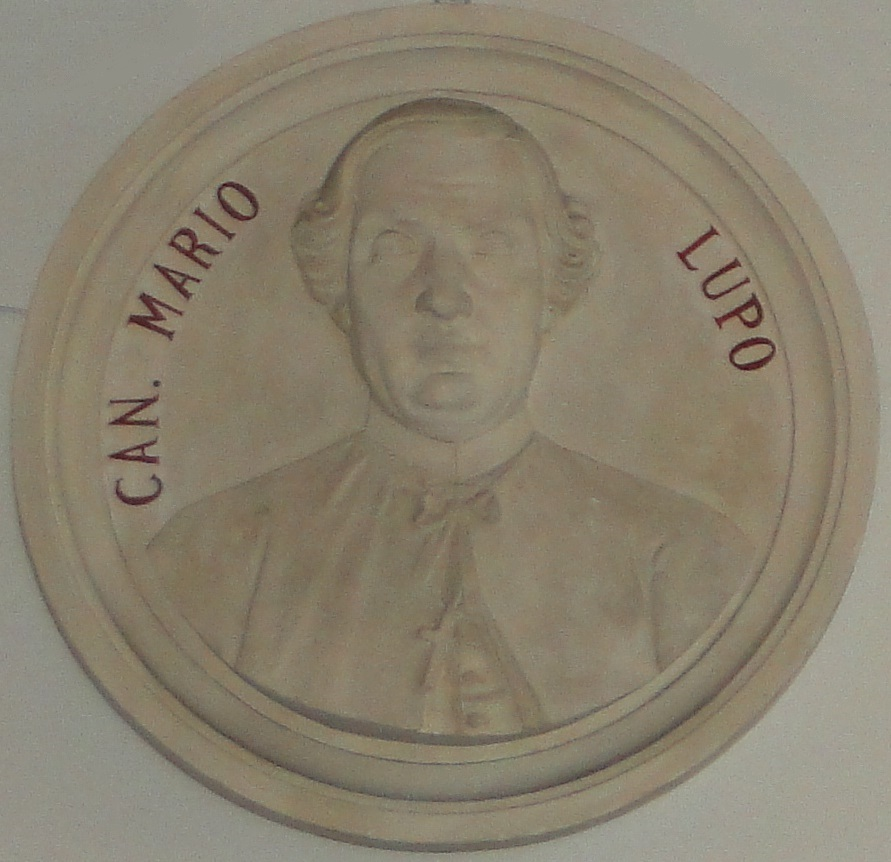
Mario Lupo

Figlio primogenito di Cesare e Marianna Roncalli, entrò giovane nel seminario vescovile per essere poi mandato a Roma a seguire gli studi ecclesiastici nel 1736. Fu nominato canonico della collegiata della basilica di Sant'Alessandro diventando bibliotecario e studioso di storia che gli permisero di scrivere Codex Diplomaticus Civitatis et Ecclesiae Bergomatis pubblicato nel 1748.  I membri dell'accademia degli Eccitati il 27 gennaio 1785 lo nominarono insigne letterato. Avendo una salute precaria, dovette più volte rinunciare per questo motivo ad attività ecclesiastiche.

### Ramo di Chiuduno

#### Filippo Lupi (1445–1489)
Figlio di Detesalvo e della sua prima moglie, mantenne il titolo di cavaliere aurato del padre e come lui fu un ottimo difensore della repubblica di Venezia sul territorio bergamasco. Risulta abitare la casa nella Vicinia di Antescolis e il castello Lupi di Cenate Sotto.

#### Triolo Lupi (1471–1500) - Giovanni Antonio detto Farinata Lupi
Figli di Filippo e di Dandola Leoni, militari come il padre e il nonno prima di loro e citati come protagonisti di una importante giostra cittadina del 4 luglio 1496. Triolo fu nominato consigliere cittadino e nel 1517 si recò a Venezia a rappresentare la città per la richiesta di nuove regole comunali. Compì molti incarichi per il podestà e per la Serenissima. Giovanni Antonio detto Farinata il 24 novembre 1491 fu inserito nel numero delle "lance spezzate" con 12 cavalli. Il Farinata fu invece colpito a morte in una località probabilmente di Chiuduno il 10 luglio 1500.

#### Francesco o Franceschino Lupi (1471–1512)
Figlio di Filippo e come tutti i rappresentanti della sua famiglia si dedicò alla milizia, e grazie alle sue prestazioni militari la Serenissima lo mise a capo di una compagnia di cavalleggeri, ma un grave atto, compì infatti un omicidio, lo fece bandire da tutto il territorio della repubblica. Andò quindi al soldo di Francesco I di Francia al fianco di Gian Giacomo Trivulzio contro gli Sforza, ma rifiutandosi di combattere contro i veneziani, tanto era la devozione alla Serenissima sua e della sua famiglia. Questo suo atto venne riconosciuto dai veneziani che nel 1508 lo ripresero a proprio servizio affidandogli incarichi di fiducia. Fu mandato quindi a Caravaggio a difesa della località con una grossa armata. Molte furono le presenze nelle battaglie sul territorio lombardo e nel 1512 mentre si trovava a Brescia in battaglia, fu ferito e tornato a Bergamo morì nella sua residenza. Per le sue prestazioni fu premiato il figlio Giovanni Antonio.

#### Giovanni Antonio Lupi (1598–1668)
Figlio di Giovanni Maria Lupi capitano di fanteria nacque il 27 aprile 1598 e venne mandato a Roma per laurearsi. Ottenne a Roma la laurea In utroque iure. Tornato a Bergamo fu nominato canonico di Sant'Alessandro il 7 dicembre 1622 e ordinato sacerdote il 3 marzo 1624. Fu nominato vescovo di Treviso il 21 agosto 1645. Al suo ingresso fu letto dall'arcidiacono Baldazzarre Bonifacio un saluto che viene chiamato Il lupo incoronato.

## Araldica
Gli stemmi della famiglia variarono nel corso degli anni e si suddividono in due principali gruppi. Il primo presenta l'aquila nera in campo oro dei Lupi della Costa, forse il più antico,  mentre un secondo con fiori e ondati dei discendenti di Detesalvo Lupi.
Secondo quando scritto nel 1621 da Vittorio Lupi le onde volevano raffigurare quello che anticamente si credeva il paese d'origine della famiglia Ondes; si riteneva infatti che Detesalvo fosse stato principe della città e che da questa avesse ottenuto il diritto di avere sul suo blasone un fiore e il lupo che a rappresentare la famiglia. Non vi è certa documentazione di queste informazioni.

## Titoli onorifici
La famiglia Lupi viene indicata con l'appellativo di Cittadini di Bergamo già dal suo capostipite Detesalvo Lupi, titolo che era da nobiliare. Nel 1599 Cesare Lupi fu investito del titolo di Cavaliere di Malta, e nel 1964 Lupo Lupi. Il 5 maggio 645 monsignor Gian Antonio Lupi venne insignito del titolo di governatore dal consiglio generale della città di Orvieto, nonché nobile Cittadino come i suoi fratelli e discendenti. Nel 1675 Giulio di Vittorio fu Corrado Lupi fu investito del titolo di cavaliere milite dell'Ordine di Santo Stefano. Nel 1815 i discendenti chiesero la conferma del titolo nobiliare che fu confermata il 12 ottobre del medesimo anno. La famiglia risulta essere iscritta negli elenchi della nobiltà lombarda dal 1815 fino al 1895.